# Herbertus grossevittatus
Herbertus grossevittatus là một loài rêu tản trong họ Herbertaceae. Loài này được (Stephani) S.W. Arnell ex Grolle miêu tả khoa học lần đầu tiên năm 1995.